# Fenomenalism
Fenomenalism är en filosofisk teori om varseblivning. I ontologin menas med fenomenalism att endast de mentala fenomenen existerar. I epistemologin menas istället att det enda vi kan uppnå kunskap om är dessa fenomen, som även kallas sinnesdata. Enligt fenomenalismen är påståenden som innehåller referenser till externa objekt bara förkortade referenser till sinnesdata.
Fenomenalism ska inte förväxlas med fenomenologi.